# Robert Schaddach

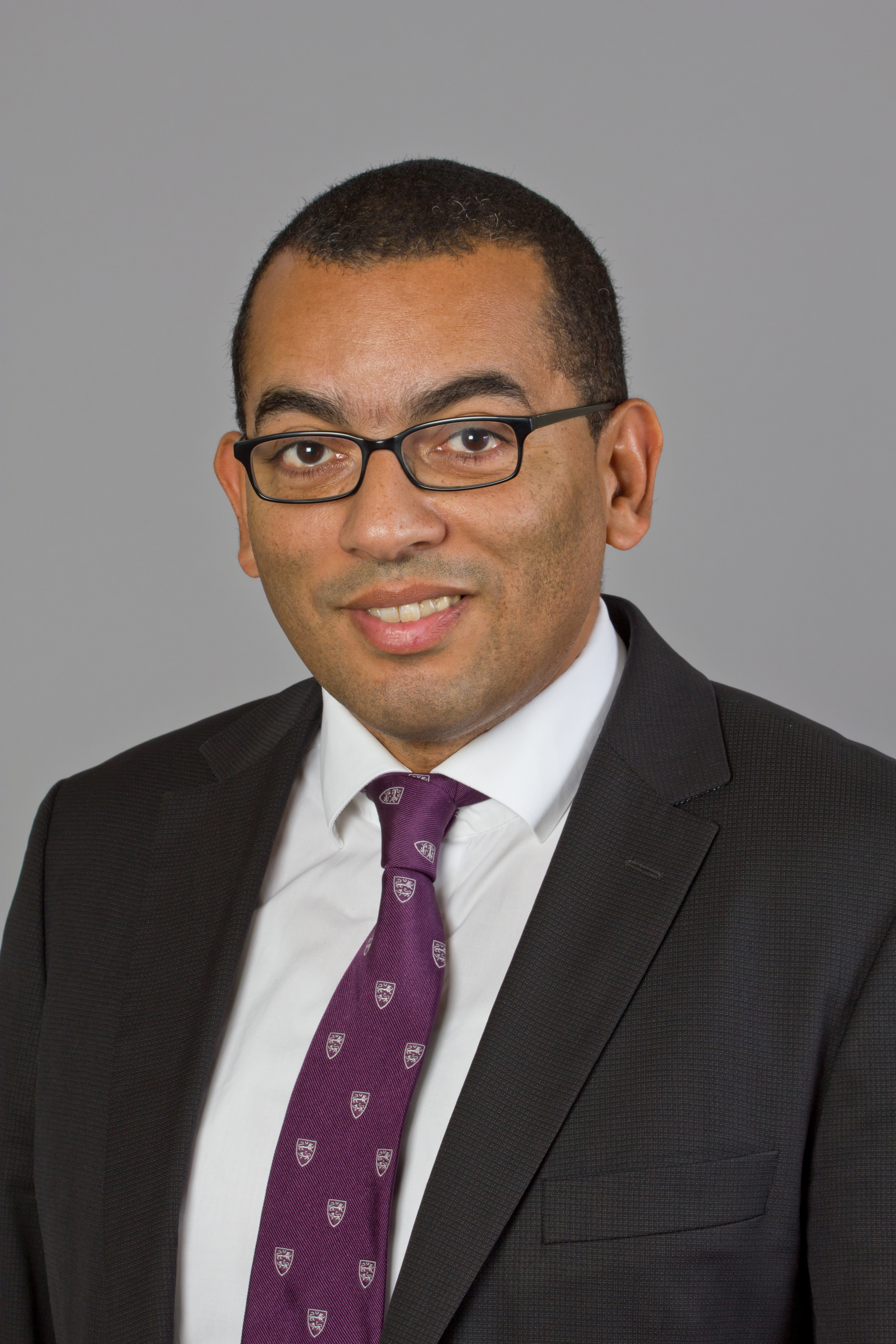
Robert Schaddach

Robert Schaddach (* 29. September 1966 in Berlin) ist ein deutscher Politiker der SPD. Er war von 2006 bis 2023 Mitglied im Abgeordnetenhaus von Berlin.

## Biografie
Robert Schaddach ist der Sohn des kamerunischen Diplomaten Eli Matip Ngos und Marion Schaddach und wuchs etliche Jahre im Ausland auf. Nach dem Abitur leistete er von 1985 bis 1988 seinen Militärdienst als Sanitäter bei der Volksmarine ab.
Er arbeitete von 1988 bis 1989 als Justizsekretär und war 1989 bis 1990 Vorsitzender der Wahlkommission von Ost-Berlin. Politisch war er bei der Grünen Partei der DDR engagiert. Er ist Mitglied der evangelischen Kirche.
Nach der Wende studierte er von 1990 bis 1996 Jura, Betriebswirtschaft und Soziologie als Stipendiat der Heinrich-Böll-Stiftung. Beruflich übte er danach verschiedene Tätigkeiten in den Unternehmen Wall, Debis, BVG, ALBA und Berliner Bürgerbräu im Bereich Marketing Geschäftsentwicklung aus.

## Politik
Schaddach trat 1997 in die SPD ein und ist seit 2001 im Kreisvorstand für Treptow-Köpenick. Bei der Wahl zum Abgeordnetenhaus von Berlin wurde er 2006 im Wahlkreis Treptow-Köpenick 4 direkt gewählt. Bei den Abgeordnetenhauswahlen 2011, 2016 und 2021  verteidigte er jeweils sein Direktmandat im Wahlkreis 4. Nach der Wiederholungswahl 2023 schied er aus dem Parlament aus.